# Fogelsanghstate
De Fogelsanghstate (ook wel: Fogelsangh State) is een van oorsprong 17e-eeuwse state in het Friese dorp Veenklooster. De state vormt de kern van het gelijknamige landgoed van 180 hectare. Het werd omstreeks 1650 gesticht door Dirck Fogelsangh nabij de voormalige locatie van het premonstratenzer klooster Mons Oliveti (de Olijfberg) dat in 1580 opgeheven werd.
In de 18e en 19e eeuw is de state herhaaldelijk verbouwd waardoor de Fogelsanghstate zijn huidige neoclassistische uiterlijk kreeg. Het park van de state werd door Gerrit Vlaskamp in Engelse landschapsstijl aangelegd  naar een ontwerp van Lucas Pieters Roodbaard. Zowel de state met haar originele 18e-eeuwse interieur als het bijbehorende koetshuis met koetsen en het park is opengesteld voor bezoekers.

## Geschiedenis

### Voorgeschiedenis
De state is gelegen in het dorp Veenklooster, een dorp dat eertijds een buurtschap was binnen het dorpsgebied van Oudwoude. Het landgoed ligt in het verlengde van de middeleeuwse ontginningsas nabij de aansluiting op een tracé over het voormalige heidegebied van Kollumerland en Achtkarspelen. Ten zuiden wordt het landgoed begrensd door de Zwadde, een grenssloot welke eertijds ook de scheiding vormde tussen de bisdommen Utrecht en Münster.

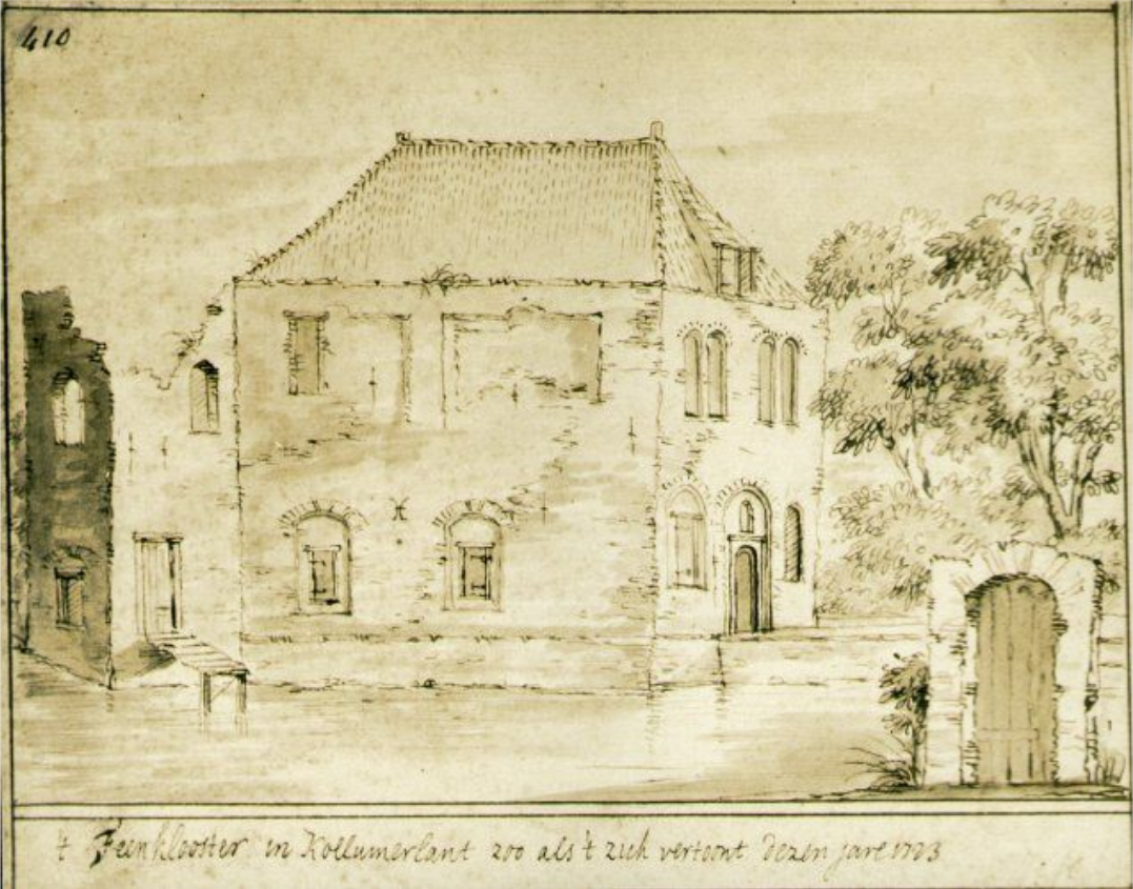
Mogelijk restant van klooster Mons Oliveti door Jacobus Stellingwerff, 1723.

### Klooster
Ter plaatse van de state bevond zich het premonstratenzer vrouwenklooster Mons Oliveti (Olijfberg). Het klooster zou echter bekend komen te staan onder de naam "Veenklooster". Over het Veenklooster is echter niet veel bekend. Wel staat vast dat dit convent werd gesticht vanuit het Sint-Bonifatiusklooster te Dokkum. De eerste vermelding dateert van 1287. Het klooster werd bevolkt door zusters uit aanzienlijke families, zoals het geslacht Van Botnia. Echter zou het Veenklooster altijd relatief klein blijven. Wel had het klooster een uithof in de buurtschap Westerburen. Bij de opheffing bleek het klooster 229 hectare te bezitten. Hiermee was het Veenklooster het op twee na minst bedeelde klooster in het tegenwoordige Friesland. Naar alle waarschijnlijkheid stond dit klooster eveneens op het omgrachte, rechthoekige terrein waar de state later zou verrijzen. In 1580 werden de gebouwen en het bezit van het klooster door de Staten van Friesland geconfisqueerd. Dit voormalige kloosterbezit zou in eerste instantie door de Staten zelf verpacht worden tot verkoop van de gebouwen volgde vanaf 1638.

### Fogelsangh/Doma
De state ontleent zijn naam aan de vooraanstaande familie Fogelsangh, afkomstig uit Oosterwierum. Verondersteld wordt dat er een verwantschap zou kunnen bestaan met de families Van Doetichem/Vogelsang. Personen met deze achternaam komen veelvuldig voor als religieuzen in de omgeving van Veenklooster, onder meer in het klooster Jeruzalem te Gerkesklooster, als predikant te Oudwoude en als proost van het Veenklooster zelf. De familie Fogelsangh pachtte in Oosterwierum boerderijen van het klooster Bloemkamp. Reeds in 16e eeuw verkreeg de familie bezit in de grietenij Kollumerland toen Dirck Fogelsangh (†1591) de Eysma State nabij Burum kocht. Zijn dochter Sjouck trouwde met Jacob Pybes Doma, ijzerhandelaar te Leeuwarden. Ook de familie Doma pachtte aanvankelijk bezit van een klooster, te weten Mariëngaarde te Hallum. De zoons van Jacob en Sjouck zouden beiden studeren een aanzienlijke ambten bekleden. Hun zoon Dirck (Theodorus) Fogelsangh (1600-1663) noemde zich naar zijn moeder Fogelsangh terwijl hun zoon Pibo de familienaam uitbreidde tot "Van Doma". Aanvankelijk werd gedacht dat Sjouck Fogelsangh de state gesticht zou hebben daar beide zoons een aandeel hadden in de goederen te Veenklooster. Dit blijken echter individuele aankopen te zijn geweest.

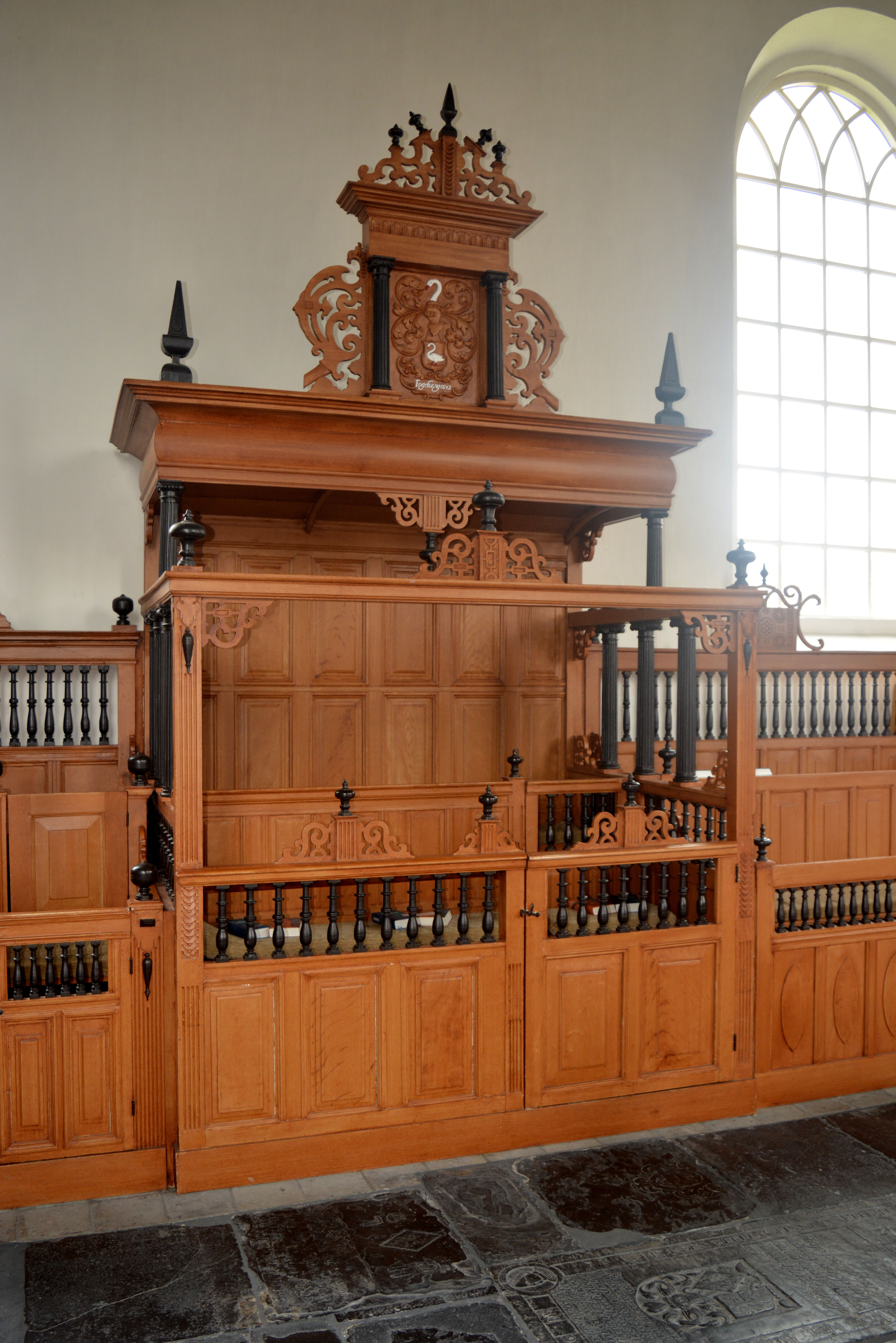
Herenbank in de kerk van Burum met het wapen Fogelsangh.
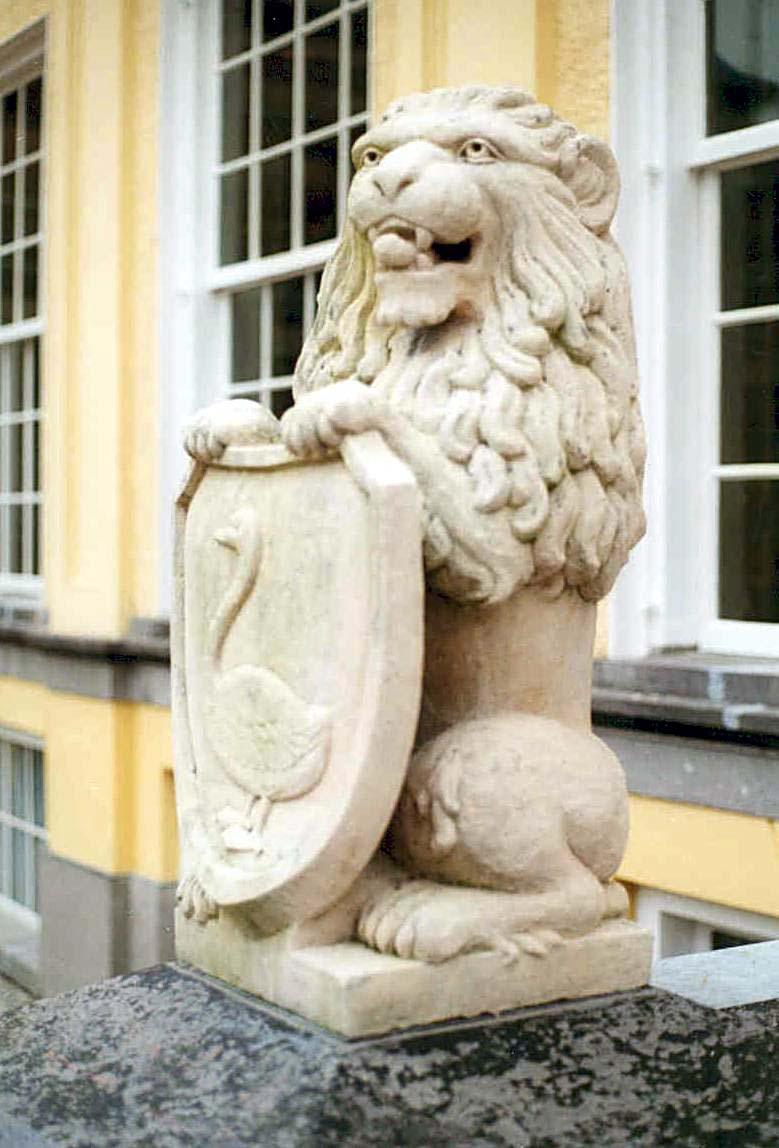
Standbeeld met wapenschild voor de Fogelsanghstate.

|                                                                                |  |                                                                    |
| Dirck van Fogelsangh, portret uit 1635, toegeschreven aan Jan Jansz. de Stomme |  | Geerteke van Scheltinga, de tweede vrouw van Dirck van Fogelsangh. |

In 1639 kocht zoon Dirck Fogelsangh (1600-1663) 144 pondemaat aan voormalig kloosterbezit te Veenklooster, dit betrof de voormalige Sterkenburg ter plaatse van de Brink. In 1644 volgde de aankoop van 170 pondemaat, en later ruim 11 pondemaat. Dirck studeerde rechten in Franeker en Leiden waarna hij werkzaam was als advocaat aan het Hof van Friesland, secretaris van Franekeradeel en vroedsman van Franeker. Hij was getrouwd met Ibeltje Wringer en na haar overlijden hertrouwde hij met Geertje van Scheltinga. Fogelsangh was ook weesvoogd van het Klaarkampster Weeshuis en was ook voogd van de schilder Jan Jansz. de Stomme welke waarschijnlijk ook zijn portretten vervaardigd heeft. Dirck zou de Fogelsanghstate omstreeks 1650 gesticht hebben. Door zijn betrekkingen in Franeker zal Fogelsangh zijn state enkel 's zomers bewoond hebben. De state werd onder meer bewoond door zijn dochter Geertje en haar man, Hubertus Struik, kapitein der infanterie. Vanaf 1659 bewoonden zijn zoon Hilarius Doma van Fogelsangh en diens vrouw Rijcktjen van Rosema de state. Hilarius was reeds in 1666 naar Kollum verhuisd. Het landgoed te Veenklooster zou na het overlijden van Dirck in 1663 verkocht worden.
|                                                                |  |                                                      |
| Pibo van Doma, portret uit 1635, vervaardigd door Pieter Nason |  | Josina van Aysma, de tweede vrouw van Pibo van Doma. |

Dircks broer Pibo van Doma maakte echter gebruik van zijn niaarrecht en na een proces zou de Fogelsanghstate in 1666 zijn eigendom worden. Pibo zou met qua carrière zijn broer overvleugelen. Van Doma studeerde rechten in Franeker en Leiden waarna hij onder meer optrad als ontvanger en dijkgraaf van Kollumerland, landsecretaris en landsadvocaat. In 1666 werd hij daarnaast raadsheer aan het Hof van Friesland. Van Doma was driemaal getrouwd. Zijn eerste vrouw was Dodonea Tadema. Via haar familie verwierf hij de Tadema State onder Kollumerpomp waar hij ook woonde. Zijn tweede vrouw was Josina van Aysma.

### Van Rosema
Van Doma's dochter Catharina van Doma (1642 - >1698) werd universeel erfgenaam. Na het overlijden van haar vader bewoonde zij Fogelsanghstate met haar man Petrus van Rosema, schansmeester van Friesland. Van Rosema was een broer van Rijcktjen, de vrouw van Hilarius Fogelsangh. Hun zoon Jacobus van Rosema overleed kinderloos en liet de na state na aan zijn drie achternichten Anna, Wisckje en Auckje van Scheltinga. Uiteindelijk krijgt de oudste dochter Anna (Aurelia) het landgoed in handen. Zij was getrouwd met Vincent van Glinstra. Na haar overlijden kwam de state toe aan haar dochter Wija Catherina van Glinstra, vrouw van Willem Hendrik van Heemstra.

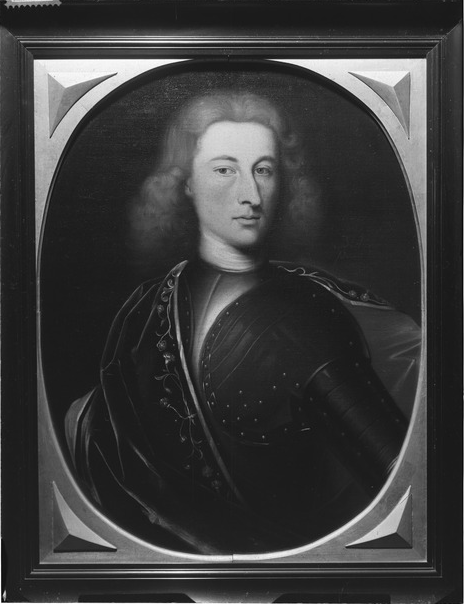
Portret van Willem Hendrik van Heemstra door Bernard Accama.

### Van Heemstra
Willem Hendrik van Heemstra was onder meer grietman van Kollumerland en Nieuwkruisland en stond bekend als oranjegezind, zo was hij een petekind van Willem III van Oranje. Kort nadat Van Heemstra eigenaar was geworden werd begonnen met de verbouw van de state. Hierbij kreeg het gebouw drie woonlagen en een symmetrisch uiterlijk. Na zijn overlijden in 1775 kwam de Fogelsanghstate toe aan zijn zoon Hector Livius, gehuwd met Lucia Catherina van Scheltinga. Hector Livius overleed reeds in 1783 waardoor zijn minderjarige dochter, Cecilia Johanna van Heemstra, de state erfde. In eerste instantie werd het bezit dan ook beheerd door haar moeder die een buitenhuis stichtte aan de Trekvaart tussen Oudwoude en Kollum: Vaartzicht. Hoewel dochter Cecilia Johanna had toegezegd te zullen trouwen met haar neef Willem Hendrik van Sytzama, besloot zij toch tegen de zin van haar moeder te trouwen met Willem Anne van Haren, grietman van Weststellingwerf. Dit echtpaar bleef echter kinderloos waardoor zij het goed naliet aan haar 8-jarige neef Hector Livius van Heemstra.
|                                     |  |                                    |
| Age Tjepke Ruurd Sixma van Heemstra |  | Anna Adriana Cornelia van Halteren |

Het goed werd vervolgens beheerd door Age Tjepke Ruurd Sixma van Heemstra, de vader van Hector Livius. Het gezin was hiervoor woonachtig op de Hottingastate  te Pietersbierum, maar verhuisde naar Veenklooster. De betrekking van grietman van Barradeel, verruilde hij voor dat van grietman van Kollumerland. Van Heemstra heeft opdracht gegeven voor verschillende aanpassingen van de state waarvan hij een uitgebreid kasboek bijhield. Zo werd in de periode 1838-1843 de koepelkamer vernieuwd. Ook was Van Heemstra opdrachtgever voor de aanleg van de tuin in de Engelse landschapsstijl.

## Bouwgeschiedenis

### Hoofdgebouw
Het hoofdgebouw van de state kwam kort na de aankoop van de voormalige kloostergoederen in 1639 en 1644 tot stand. Archeologisch onderzoek in 2001-2002 wees uit dat de state hoogstwaarschijnlijk niet op de fundamenten van een kloostergebouw verrees. Wel is afbraakmateriaal van het klooster gebruikt voor de bouw. De gebruikte kloostermoppen werden namelijk niet meer vervaardigd in de 17e eeuw, terwijl de gebruikte Friese geeltjes juist typisch zijn voor de 17e eeuw. Verondersteld wordt dat de state destijds eenzelfde vorm had als het Poptaslot in Marssum. In 1666 wordt het goed als volgt beschreven: "de groote nyuwe huijsinge, toorn, bleeck-velt, singels, gracht en opvaert, beneffens plantagien, soo omt hornleger als landt-wart staen(de)". In 1730 werd de state ingrijpend verbouwd waarbij een extra beuk aan de achterkant toegevoegd werd. De state kreeg in grote lijnen het huidige uiterlijk door een verbouwing in de periode 1783-1793. Tijdens deze verbouwing kwamen ook twee bouwhuizen aan weerszijden van het hoofdgebouw tot stand.

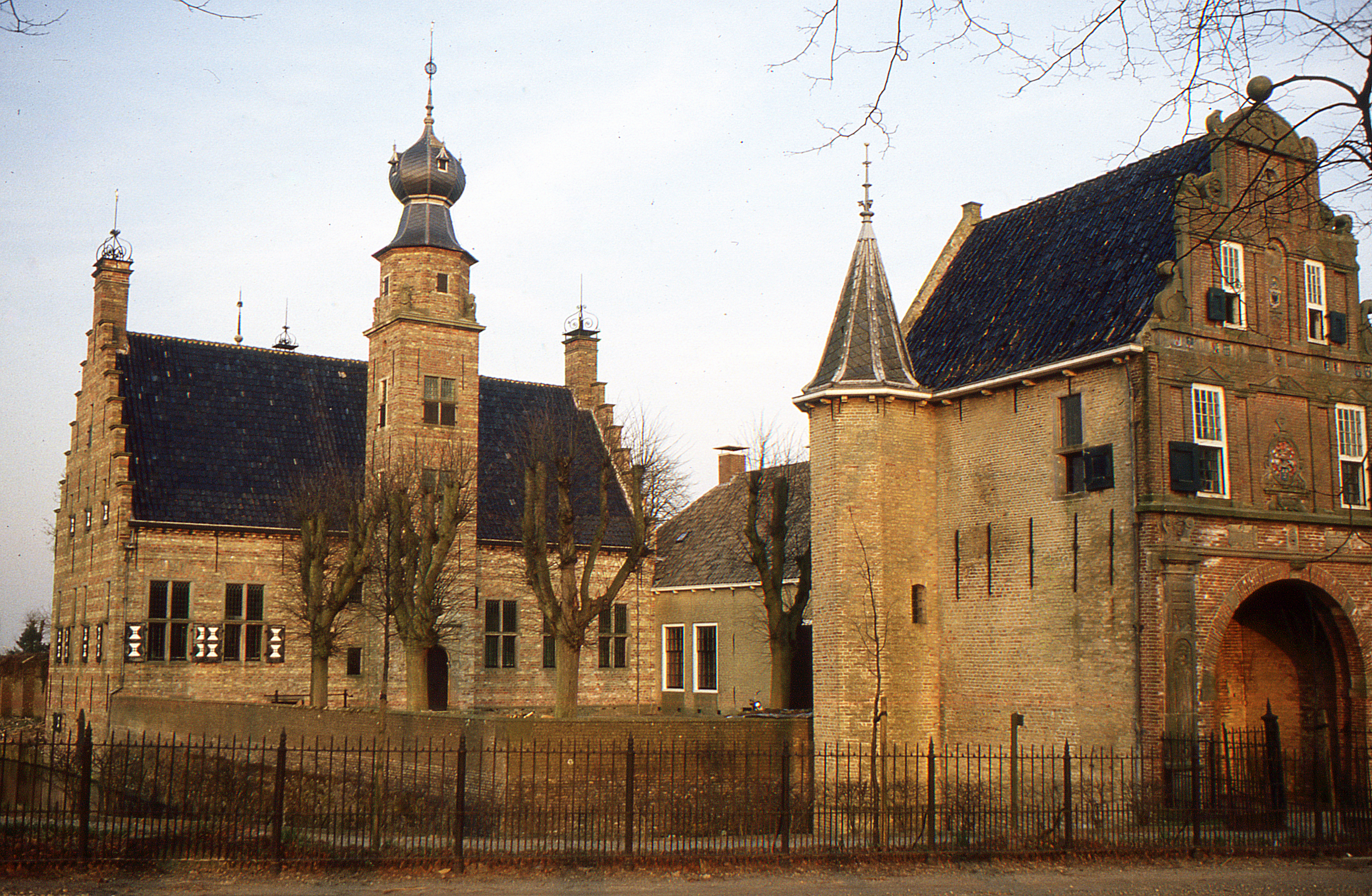
Het poptaslot in Marssum.
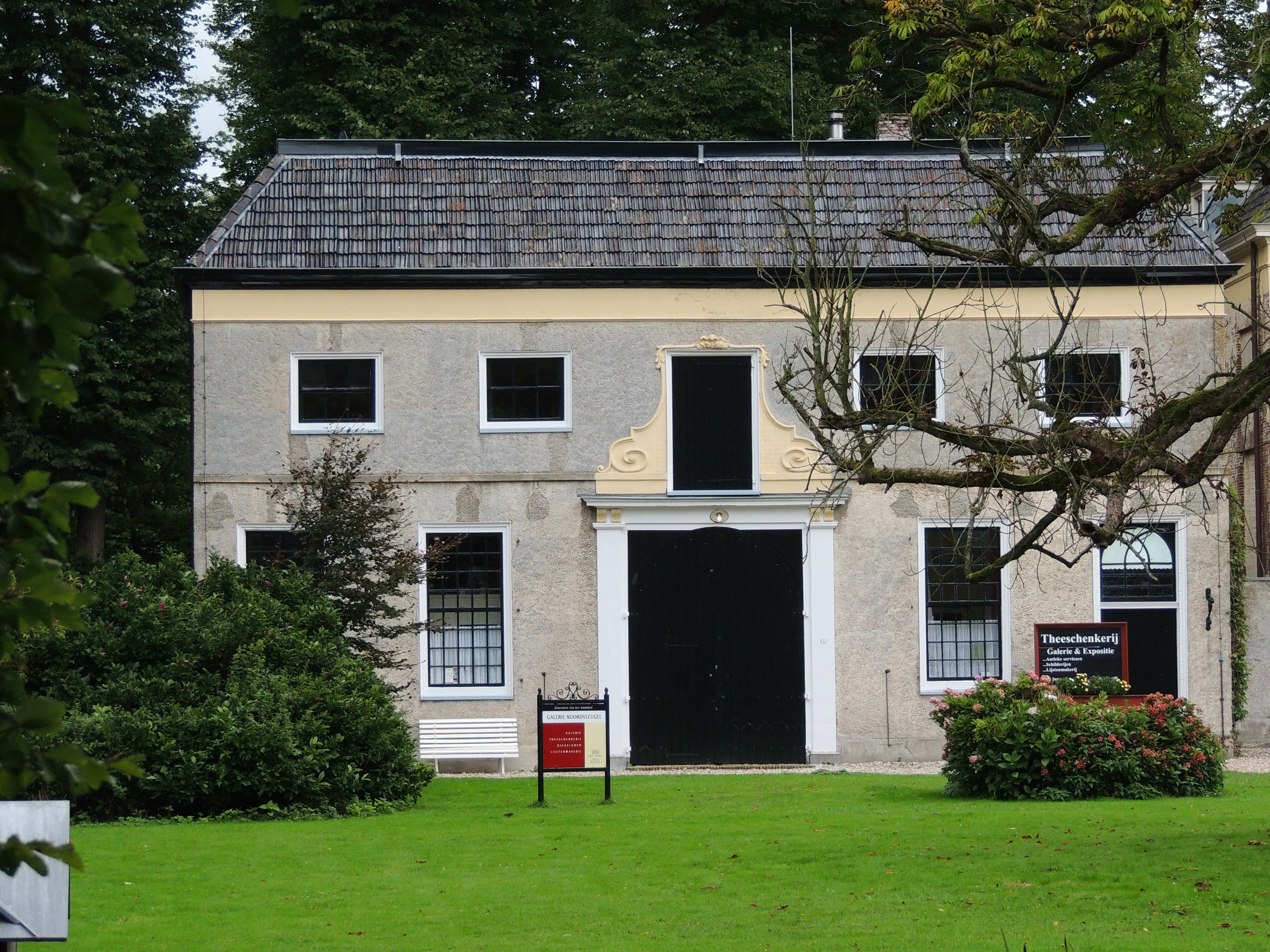
Het noordelijke bouwhuis.
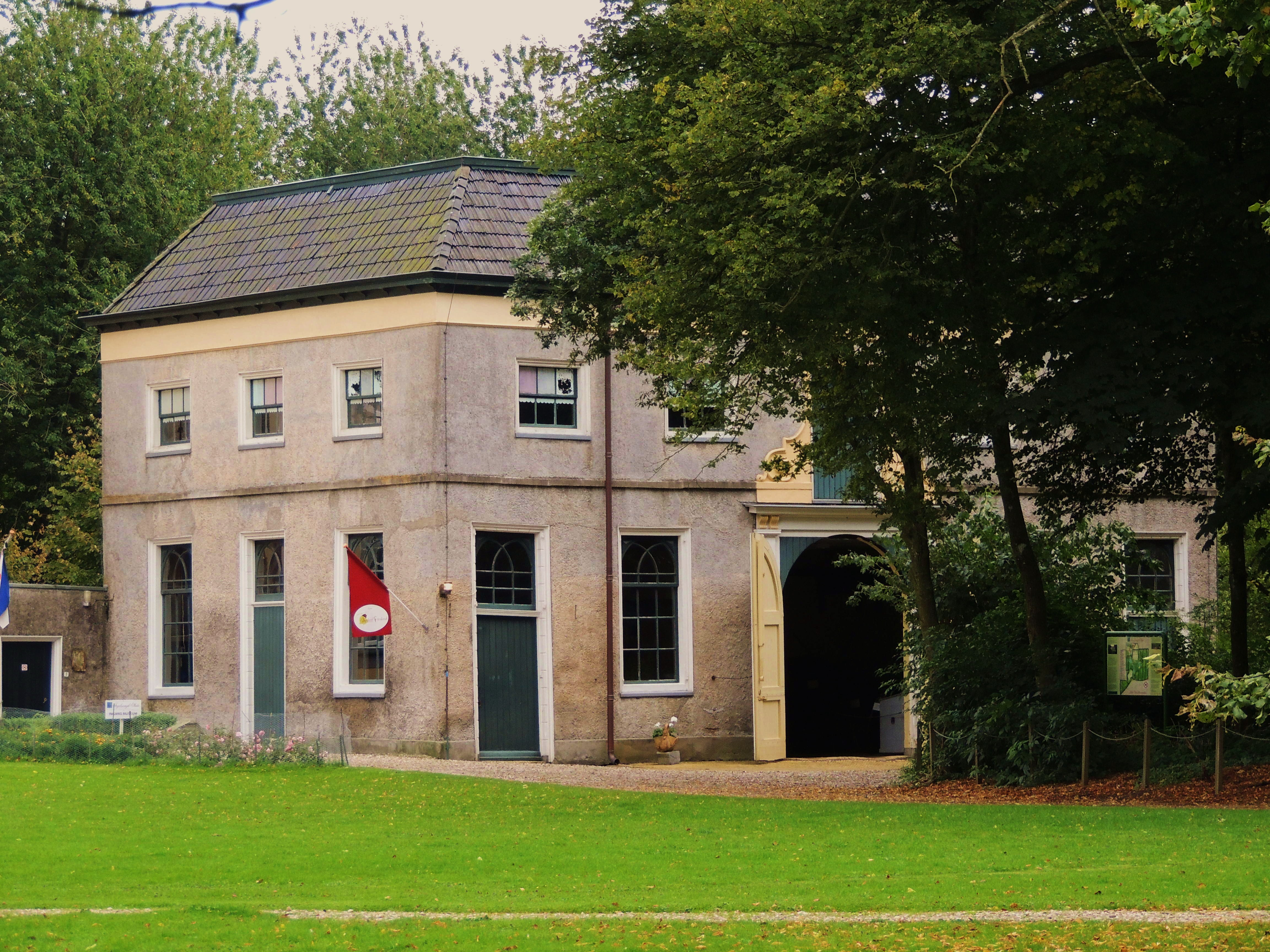
Het zuidelijke bouwhuis.